# Křtiny (okres Blansko)
Křtiny (hanácky Křtine, německy Kiritein) jsou městys v okrese Blansko v Jihomoravském kraji, zhruba 15 kilometrů severovýchodně od centra Brna a 10 kilometrů jihovýchodně od Blanska. Žije zde 820 obyvatel.
Křtiny jsou považovány za vstupní bránu do střední části Moravského krasu a patří k mariánským poutním místům.

## Název
Název vesnice zřejmě původně zněl Křščín či Křštín a byl odvozen od osobního jména Křsťa, což byla domácká podoba jmen Kršček, Krščěn (vzniklých hláskovou úpravou latinského jména Christianus). Význam místního jména byl "Křsťův majetek". Od konce 16. století se jméno vesnice uvádělo v množném číslo. Německé jméno vesnice Kiritein vzniklo z českého.

## Historie
První písemná zmínka o obci pochází z roku 1237 (Kirtina), je uvedena na imunitní listině papeže Řehoře IX. Zde jsou Křtiny uváděny jako majetek premonstrátského kláštera v Zábrdovicích. Další zmínky z předhusitské doby se dochovaly jenom dvě. Jedna byla z roku 1299, kdy čanádský biskup (historiky dříve chybně považovaný jako biskup cenedský, chyba vznikla ze špatného překladu) udělil čtyřicetidenní odpustky kostelu ve Křtinách. Druhá zmínka byla z roku 1321, kdy Jindřich z Lipé daroval Zábrdovickému klášteru les zvaný Hora a nejstarší mlýn ve Křtinách (místními zvaný "Dolní"). Již tehdy zde stály pravděpodobně dva kostely, novější gotický a starší románský (gotický byl nazván německý a románský český). Pouze tři zmínky se zachovaly proto, že většina listin Zábrdovického kláštera shořela při dobytí Nového Hradu.
Roku 1996 byl Křtinám udělen znak – ve stříbrném štítě zelený vykořeněný jehličnatý strom, a prapor – na bílém listu zelený vykořeněný jehličnatý strom v poměru šířky k délce listu 2:3. Symbol stromu pochází ze staré obecní pečeti. S účinností od 1. prosince 2006 byl 10. listopadu 2006 obci vrácen status městyse.
V letech 2006–2008 byl starostou městyse Ing. Josef Bednář, v letech 2008–2010 působila jako starostka prof. MUDr. Hana Matějovská Kubešová, CSc., od roku 2010 tuto funkci zastává František Novotný. Před rokem 1918 vládl Křtinám baron Edvín Offerman a baronka Adelína Offermannová.

## Sokol Křtiny
Jedním ze spolků, které ve Křtinách působí, je tělocvičná jednota TJ Sokol Křtiny. Cvičení probíhá na hřišti u potoka nebo v období zimních měsíců v tělocvičně ZŠ a MŠ Křtiny. Sokol Křtiny se účastní fotbalových soutěží pořádaných BSMK (Brněnský svaz malé kopané). V roce 2014 křtinský Sokol oslavil 100 let od svého založení. Sokol Křtiny měl v minulosti také fotbalové mužstvo.

## Společenský život

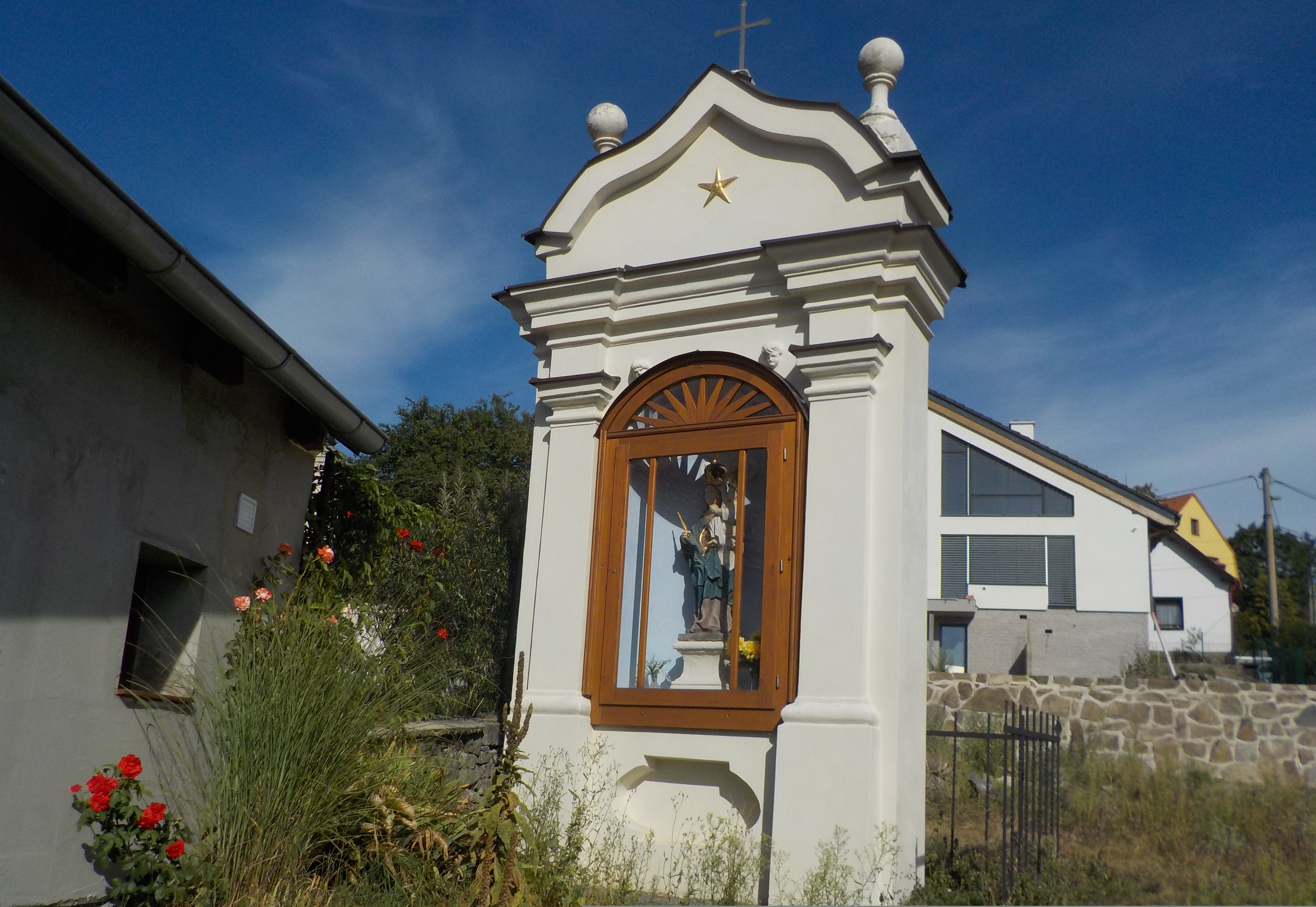
Barokní kaple na protějším břehu Zemanova žlebu ve Křtinách.

U příležitosti první písemné zmínky o obci se každoročně pořádá Den Křtin. Jeho součástí jsou jarmark řemesel, koncerty a výstavy. V obci působí ochotnický spolek Křový, taneční spolek Saltarín, komorní smíšený sbor Kantila nebo Cimbálová muzika Jana Opletala. Dlouhou tradici mají místní skauti, sbor dobrovolných hasičů a sokolská jednota.
V obci je základní a mateřská škola, spolkový dům, pošta. Ke sportovnímu vyžití slouží koupaliště. Obec je plynofikována, je zde vybudován vodovod, kanalizace i čistírna odpadních vod. Nacházejí se zde 3 sběrná místa a jeden sběrný dvůr.
V roce 2017 Křtiny zvítězily v krajském kole soutěže Vesnice roku.

## Doprava
Přes Křtiny vede silnice II. třídy II/373 z Litovele do Brna. V blízké době by se měl modernizovat průtah silnice II/373 Křtiny – Jedovnice. Už je zpracovaná dokumentace pro stavbu. Křtiny leží v tarifní zóně IDS JMK 220. Na katastru Křtin leží autobusové zastávky: Křtiny hájovna na lukách, Křtiny Dělnická čtvrť, Křtiny obecní úřad, Křtiny kino, Křtiny pivovar a Bukovina rozcestí 2,0. Na těchto zastávkách jezdí linky: 201 – Jedovnice – Křtiny – Březina – Ochoz u Brna – Brno, která někdy zajíždí i do Habrůvky; dále linka 157 – Vyškov – Račice – Pístovice – Bukovina – Křtiny – Adamov a linka 216 – Křtiny – Habrůvka. Přes Křtiny vedou i cyklotrasy na Habrůvku, Bukovinu, ke křtinské škole, na Jedovnice a Adamov.

## Obyvatelstvo
Při sčítání lidu v roce 2011 bylo tehdy ve Křtinách zjištěno 796 obyvatel, z toho 379 lidí uvedlo národnost českou (47,6 %) a 191 uvedlo národnost moravskou (23,9 %). Kromě toho zde byli 3 Slováci (0,37 %), 1 Němec (0,12 %), 1 Polák (0,12 %) a 4 Ukrajinci (0,5 %).
| 1910 | 1921 | 1931 | 1950 | 1961 | 1971 | 1981 | 1991 | 2001 | 2004 | 2011 | 2019    | 2020 |
| ---- | ---- | ---- | ---- | ---- | ---- | ---- | ---- | ---- | ---- | ---- | ------- | ---- |
| 530  | 504  | 513  | 649  | 779  | 835  | 815  | 754  | 768  | 753  | 796  | 836/843 | 832  |

## Pamětihodnosti
- Poutní areál z 18. století, tvořený barokním kostelem Jména Panny Marie, kaplí svaté Anny a bývalým proboštstvím (nyní zámkem a farou). Poutní areál je od roku 2008 národní kulturní památkou
- Arboretum Křtiny – sbírka dřevin z celého světa založená Augustem Bayerem
- socha Panny Marie
- Radostná cesta Panny Marie – sedm kapliček zasvěcených sedmi radostem Panny Marie na Panáčkově cestě. Na betonovém základu kapliček jsou osazeny dílce z umělého pískovce s vrchní částí s elipsovým výklenkem a sedlovou stříškou. V hřebenu je osazen monogram Jména Panny Marie. Kapličky jsou vysoké 250 cm, široké 80 cm a hluboké 60 cm. Reliéfy s vyobrazením jednotlivých radostí navrhl a realizoval P. Pavel Kryl, farář v Tasově. Žehnání Radostné cesty proběhlo 29. srpna 2004, každou z kapliček požehnal jeden ze sedmi přítomných kněží.[21]
- Kaple zasvěcená Panně Marii na Bukovském kopci

## Geografie

### Hydrologie
Křtiny se nacházejí v povodí Moravy. Jsou zde dva větší potoky. První potok je Zemanův žleb. Teče od Arboreta přes Dělnickou čtvrť, potom prochází pod centrem obce a u domova pro důchodce Santini se vlije do Křtinského potoka.
Ten teče od Bukoviny, kde se k němu připojí Strhovec. Potom kolem koupaliště a pily se u fotbalového hřiště zanoří pod zem a u domova Santini se do něho vlije Zemanův žleb. Dál teče kolem hasičské zbrojnice. U jeskyně Výpustek se potok vsákne do podzemí a u Býčí skály znovu vyvěrá; tam se do něho vlije Jedovnický potok a Josefovským údolím teče do Adamova, kde se vlévá do Svitavy.

### Pohoří
Křtiny se nacházejí v Drahanské vrchovině. Zde je seznam vrcholů v okolí Křtin:
- Proklest: Nadmořská výška je 574 metrů. Je nejvyšší v okolí Křtin
- Dřínová: Nadmořská výška je 525,5 metrů. Nachází se na východní části katastru Křtin
- Vysoká: Nadmořská výška je 493 metrů. Nachází se mezi Březinou, Křtinami a Kanicemi